# Leptosolena
Leptosolena Presl – rodzaj bylin z rodziny imbirowatych (Zingiberaceae). Obejmuje 1 lub 2 gatunki będące endemitami Filipin.

## Morfologia
Wysoka bylina z wiechowatym kwiatostanem rozwijającym się na szczycie ulistnionej łodygi. U podstawy kwiatostanu z 3–4 podsadkami, przysadek brak. Kwiaty do 12 cm długości, białe. Kielich zrosły w rurkę, rozciętą z boku, na szczycie z trzema ząbkami. Korona o wąskiej rurce dwa razy dłuższej od kielicha z równowąskimi płatkami. Warżka (labellum) dwa razy dłuższa od płatków korony, wywinięta. Płodny pręcik na krótkiej nitce, z elipsoidalnym pylnikiem. Słupek pojedynczy z trójkomorową zalążnią.

## Systematyka
Pozycja i podział według APWeb (aktualizowany system APG III z 2009)
Rodzaj należący do podrodziny Alpinioideae Link, rodziny imbirowatych (Zingiberaceae) będącej kladem siostrzanym rodziny kostowcowatych Costaceae. Wraz z nią należy do rzędu imbirowców (Zingiberales) należącego do jednoliściennych (monocots) w obrębie roślin okrytonasiennych.
Wykaz gatunków
- Leptosolena haenkei C.Presl